# Lieber verliebt

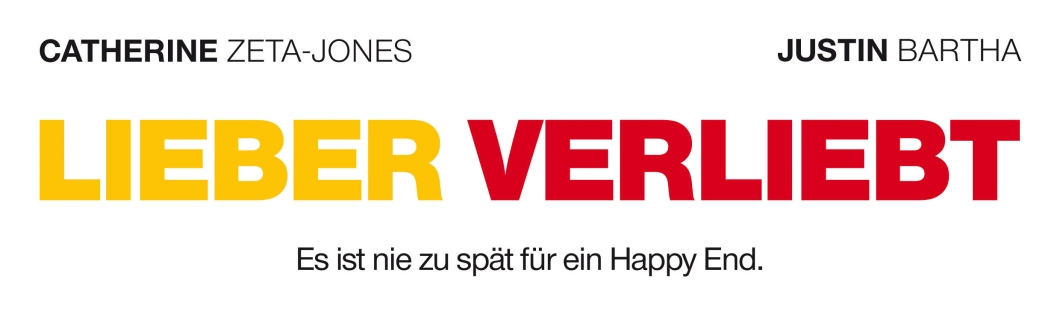
Deutsches Kinoplakat (Ausschnitt)

Lieber verliebt (Originaltitel: The Rebound) ist eine romantische Filmkomödie vom Regisseur und Drehbuchautor Bart Freundlich. In den deutschen Kinos erschien er am 31. Dezember 2009.

## Handlung
Die 40-jährige Mutter Sandy führte ein beschauliches Leben, bis sie entdeckt, dass ihr Mann eine Affäre hat. Das lässt sich Sandy nicht bieten. Sie zieht Hals über Kopf mit ihren Kindern nach New York. Dort will sie ein neues Leben beginnen. So kommt es, dass sie einen Babysitter sucht und dabei Aram, einen 24-jährigen Kellner aus einem Coffee-Shop, der sich gut mit den Kindern von Sandy versteht, trifft und ihm die Kinder anvertraut. Auch Aram hat gerade eine gescheiterte Ehe hinter sich, da seine Frau ihn nur geheiratet hat, weil sie eine Green Card durch die Heirat bekommen wollte und ihn betrog. Aram kümmert sich fortan als Babysitter um Sandys Nachwuchs, doch mit der Zeit kommen Sandy und Aram einander näher, bis sie sich ineinander verlieben.
Sandy wird von Aram schwanger. Der Arzt stellt aber fest, dass es eine Eileiterschwangerschaft gab. Daraufhin zieht Sandy einen Schlussstrich und beendet ihre Beziehung mit Aram.
Aram beschließt, Sandy loszulassen und eine Weltreise anzutreten. Sandy macht derweil eine steile Karriere als Fernsehmoderatorin und lebt glücklich mit ihren Kindern. Jahre später treffen sich die beiden zufällig in einem Restaurant wieder. Dort stellt Aram seinen adoptierten Sohn vor und setzt sich zu Sandy und ihrer Familie. In einer letzten Szene ist zu sehen, wie beide unter dem Tisch wieder einander an den Händen halten.

## Hintergrund
Lieber verliebt wurde in Istanbul, Paris und New York City gedreht. Die Dreharbeiten begannen am 17. April 2008.
Der Film feierte am 6. Februar 2009 in Deutschland beim European Film Market seine Premiere. In den österreichischen Kinos lief er am 29. Dezember 2009 an, in den deutschen Kinos war er ab dem 31. Dezember 2009 zu sehen. Der Kinostart in den US-amerikanischen Lichtspielhäusern folgte am 25. Dezember 2010. Am 23. Juli 2010 wurde der Film von der Universum Film GmbH in Deutschland auf DVD und Blu-ray Disc veröffentlicht.
Weltweit wurden knapp 21,8 Millionen US-Dollar eingenommen. In Deutschland wurde der Film von 211.720 Kinobesuchern gesehen.
Joanna Gleasons Figur Roberta Finkelstein erwähnt, dass sie früher bei Ralph Lauren tätig war, was eine Anspielung auf die Fernsehserie Friends ist, in der Gleason die Chefin von Jennifer Aniston bei Ralph Lauren in der Rolle der Rachel Karen Green spielte.

## Filmmusik
Folgende Musiktitel wurden im Film verwendet:
- And So It Goes – Big Band Tony Liberto
- Every Time You Go Away –  Hall & Oates
- Monk's Feathers – Brad Hatfield
- Crazy World – J Majik, Wickaman und Kathy Brown
- Israelites – Desmond Dekker & The Aces
- When It Rains I'm Yours – Jeff Meegan

## Kritik
Die Fernsehzeitschrift Prisma verriss den Film: „Selten sah man eine derart schlechte Komödie! Der Ablauf der Geschichte ist sowieso nach wenigen Minuten klar, so dass nur witzige Gags helfen könnten. Doch die sind dermaßen schlecht, überzogen und ohne Timing, dass man nur die Hände vorm Gesicht zusammenschlagen kann und schnell das Weite suchen möchte. Die Schauspieler agieren zudem schlechter als grimassierende Marionetten. Ein Graus!“
Das Lexikon des internationalen Films meinte: „Solide gestrickte romantische Komödie, die die mangelnde Bodenhaftung ihrer Handlung durch eine deftig-direkte Sprache wettzumachen versucht.“
Brigitte Preissler von Welt Online resümierte, „der zentrale Konflikt der Protagonistin [sei] nicht nachvollziehbar“ und fragte sich angesichts des Films: „Welches Problem hat Sandy bloß mit einer ernsthaften Beziehung zu einem 15 Jahre jüngeren Mann? Außer Sandy und ihrer bedenkenträgerischen Filmfreundin Daphne (Kate Jennings Grant) ist doch wirklich jedem von Anfang an klar, dass sie in dem verantwortungsbewussten, kinderlieben Aram, der wie sie in Scheidung lebt, den idealen Partner für einen Neuanfang gefunden hat. Wieso muss der Ärmste also trotzdem erst noch fünf Jahre lang auf Weltreisen gehen, einen indischen Jungen adoptieren und einen gut bezahlten Job annehmen, bevor sie ihn erhört?“
Nach Meinung von Peter Koberger von Kino.de „wirkt [der Film] doch amüsanter und sympathischer als viele andere, weil [Bart Freundlich] durchaus Witz im Wort und Distanz zu größeren Geschmacklosigkeiten und Übertreibungen kennt. Und wer Zeta-Jones einmal nicht als selbstbewusste Jägerin, sondern als verunsichertes Reh erleben will, erhält hier eine seltene Chance.“